# Richard George Brewer
Richard George Brewer, genannt Dick Brewer, (* 8. Dezember 1928 in Los Angeles, Kalifornien; † 22. Juli 2012) war ein US-amerikanischer Physiker, der sich mit Quantenoptik, Atomphysik und Laserspektroskopie befasste.
Brewer studierte am Caltech mit dem Bachelor-Abschluss 1951 und wurde nach Unterbrechung durch den Militärdienst 1958 an der University of California, Berkeley, in Chemie bei Leo Brewer (mit dem er nicht verwandt war) promoviert. Als Post-Doktorand war er 1958 bis 1960 Instructor an der Harvard University. 1960 wurde er Assistant Professor an der University of California, Los Angeles, und ab 1963 forschte er bei IBM (am Almaden Research Center in Palo Alto). 1973 wurde er IBM Fellow. 1994 emeritierte er bei IBM. 1977 wurde außerdem Consulting Professor für Angewandte Physik an der Stanford University; im selben Jahr war er Adjunct Professor am nationalen italienischen Optik-Institut in Florenz.
Er war Gastprofessor an der Universität Tokio (1975), an der University of California, Santa Cruz, und am MIT (1968/69). Unter anderem arbeitete er mit Edward Teller und Erwin Hahn in Berkeley sowie mit Charles H. Townes und Ali Javan am MIT.
Brewer benutzte Anfang der 1960er Jahre bei IBM den gerade entwickelten Rubidiumlaser zum Nachweis stimulierter Brillouin-Streuung in Flüssigkeiten. Beim Aufenthalt bei Ali Javan am MIT entwickelte Laserspektroskopie Techniken unter Ausnutzung des Stark-Effekts, die er zur Erzeugung eines Lamb-Dip benutzte und auch später vielfach anwandte, zum Beispiel bei Photonen-Echo Experimenten (bei denen auch Rabi-Nutation und freier optischer Induktionszerfall beobachtet wurden).
1979 erhielt er die Albert A. Michelson Medal und 2000 die Charles H. Townes Silbermedaille. 1994 erhielt er den Distinguished Alumni Award des Caltech. Er war Fellow der American Physical Society, der Optical Society of America und der National Academy of Sciences (1980). Mit Aram Mooradian initiierte er die International Conference on Laser Spectroscopy (ab 1973).
Von 1977 bis 1980 war er Mitherausgeber von Optics Letters und 1980 bis 1983 des Journal of the Optical Society of America.
Brewer war seit 1954 verheiratet und hatte einen Sohn sowie zwei Töchter.

## Schriften
- Coherent optical transients. In: Physics Today. Band 30, Nr. 5, 1977, S. 50–59, doi:10.1063/1.3037546.
- mit A. Z. Genack: Optical Coherent Transients by Laser Frequency Switching. In: Physical Review Letters. Band 36, Nr. 16, 19. April 1976, S. 959–962, doi:10.1103/PhysRevLett.36.959.
- Coherent optical spectroscopy. In: R. Balian, S. Haroche, S. Lieberman (Hrsg.): Frontiers in Laser Spectroscopy. Band 1. North Holland, 1977, S. 343–396.